# Leucopternis
Leucopternis és un gènere d'ocells rapinyaires de la família dels accipítrids (Accipitridae) que en general habiten al medi forestal de la zona neotropical.

## Taxonomia
Se n'han descrit 10 espècies dins aquest gènere: però algunes d'elles han estat recentment ubicades als gèneres Cryptoleucopteryx, Morphnarchus, Pseudastur i Buteogallus. Segons la Classificació del Congrés Ornitològic Internacional (versió 12.2, juliol 2022) aquest gènere actualment està format per tres espècies:
- aligot cellut (Leucopternis kuhli).
- aligot emmascarat (Leucopternis melanops).
- aligot bec-rogenc (Leucopternis semiplumbeus).